# Strugi (Łódź)
Pour les articles homonymes, voir Strugi.
Strugi est une localité polonaise de la gmina de Wierzchlas, située dans le powiat de Wieluń en voïvodie de Łódź.